# 桜丘中学校・高等学校 (三重県)
桜丘中学校・高等学校（さくらがおかちゅうがっこう・こうとうがっこう）は、三重県伊賀市下神戸にあり、中高一貫教育を提供する学校法人日生学園の運営する私立中学校・高等学校（併設型中高一貫校）。

## 概要
桜丘中学校・桜丘高等学校は英国全寮制・イートン校をモデルに、欧米の全寮制教育を日本へ導入をコンセプトにして設立された。かつては全寮制だったが、現在は自宅通学も認めている。
桜丘高等学校は1966年に開校。過去校名は日生学園高等学校、日生学園第一高等学校。全日制普通科を設置している。かつては農業科、自動車科が設置されていた。
桜丘中学校は1982年に開校。過去校名は日生学園附属中学校。当初は日生学園第二高等学校の敷地内に設置されていたが、1988年に日生学園第一高等学校に移転した。
1988年に日生学園第二高等学校の進学コース、日生学園附属中学校を日生学園第一高等学校に移転させ、両校を合わせて中高一貫校となった。中学校、高等学校ともに2015年に現在の校名に改称している。
部活動ではハンドベル部、吹奏楽部、放送部、クイズ研究部などが全国大会等に出場経験がある。

## 沿革
- 1965年（昭和40年） - 学校法人日生学園を創立[1]。
- 1966年（昭和41年） - 日生学園高等学校（にっせいがくえんこうとうがっこう）として開校[1]。設置学科は普通科と農業科[1]。
- 1967年 - 自動車科を設置[1]。
- 1982年（昭和57年） - 日生学園附属中学校と附属幼稚園を第二高等学校の敷地内に設置[1]。
- 1987年 - 農業科および自動車科の募集停止[1]。
- 1988年 - 日生学園第二高等学校（現：青山高等学校）より進学コースと附属中学校を移転[1]。中高一貫教育に着手[1]。
- 2015年（平成27年）4月 - 学校法人日生学園創立50周年を記念して学校名を桜丘中学校および桜丘高等学校に変更[2][3]。

## 設置形態
- 桜丘中学校
- 桜丘高等学校
  - 全日制普通科（男女共学）
    - 国公立難関私大コース・医歯薬コース・総合進学コース
    - 6年編入コース

## 部活動
| - 放送部 - 美術部 - ハンドベル部 - 吹奏楽部 - 園芸部 - 陶芸部 - クイズ研究部 - バイオサイエンス部 - 英会話部 - 合唱部 - DTC | - サッカー部 - テニス部 - 男子バスケ部 - 女子バスケ部 - 卓球部 - ラグビー部 - ゴルフ部 - 剣道部 - 陸上部 |

## 部活動等の実績
ハンドベル部
1996年（平成8年） アメリカでの世界フェスティバルに参加
2014年（平成26年）韓国での世界フェスティバルに参加
毎年全国フェスティバルと中部フェスティバルにも参加している
吹奏楽部
2005年（平成17年） アンサンブルコンテスト金賞
放送部
2011年（平成23年） 第58回NHK杯全国高校放送コンテスト創作ラジオドラマ部門優秀賞 全国3位（後に規定違反が発覚し取り消しになった。）
2016年（平成28年） 第63回NHK杯全国高校放送コンテストラジオドキュメント部門優秀賞 全国3位
2018年  (平成30年)  第65回NHK杯全国高校放送コンテストテレビドキュメント部門優勝 全国1位
2022年（令和4年）第69回NHK杯全国高校放送コンテストテレビドキュメント部門優良賞 全国5位
クイズ研究部
2016年（平成28年） 第36回全国高等学校クイズ選手権全国ベスト8
2017年（平成29年） 第37回全国高等学校クイズ選手権優勝
2018年（平成30年） 第38回全国高等学校クイズ選手権優勝（2連覇）

## アクセス
- 近鉄大阪線青山町駅 車で10分
- 名阪国道 上野東IC 青山高原方面へ約14km

## 著名な出身者
- 永澤陽一 - ファッションデザイナー、金沢美術工芸大学大学院教授。1975年度、第8期生。
- 中田なおき - お笑いタレント。1983年度、第16期生。
- 長谷川豊 - 元・フジテレビアナウンサー、フリーアナウンサー。1994年度、第27期生。
- 浜田雅功 - お笑い芸人。1年生時のみ在籍。2年生から系列校の青山高等学校に移動。
- 今田耕司 - お笑い芸人。1年生時のみ在籍。自主退学。清風高等学校に編入。
- マフィア梶田 - ゲームライター。2年生時まで在籍。通信制高校へ転校。
- 東問、東言 - クイズプレイヤー、YouTuber。双子の兄弟。QuizKnock所属。第38回高校生クイズ優勝者。

## 系列校
- 青山高等学校 (三重県)
- 自由ヶ丘高等学校 (兵庫県) - 現在、休校中。

## 晨行
- 学校法人日生学園の「晨行（しんぎょう）」の意味では、学園の方針及び心を鍛える一環として、1980年代半ば頃までは、トイレ掃除の際にブラシを使用せず素手で全力で便器を磨かせたり、1990年代初頭頃までは、床（窓）掃除も兼ねて四つん這いになり、乾拭き雑巾を使って数分から数十分間（三年次の三学期は五～六時間）、全力で床を磨き続けさせる。晨行の指導者は大きく腕を振って掛け声を上げる。「心行」とも書く[4]。